# Ка Корнаро (Виченца)
Ка Корнаро је насеље у Италији у округу Виченца, региону Венето.
Према процени из 2011. у насељу је живело 54 становника. Насеље се налази на надморској висини од 145 м.